# ابناء (یمن)
 أَبناء  روستای کوچکی از توابع استان عَدَن در کشور یمن واقع در شبه جزیره  عربستان است. 
روستای آبادی در کوه پایهٔ (سنحان) قرار دارد. 

## بنیانگذار روستا
این روستا توسّط باقی مانده سپاهیان ساسانی که به همراه سیف بن ذی یزن از تیسفون به یمن آمده بوده‌اند بیان‌گذاری شده‌است. 
هم چنین روستای دیگری نیز در جوار روستای «أبناء» وجود دارد که آن را روستای  الفُرس  می‌نامند، گویند این روستا نیز توسّط پارسیان بنیان‌گذاری شده‌است. همجنین «الأبناء» بنی حشیش هستند. روستاهای پراکنده در اطراف «الأبناء» وجود دارند که به شرح زیراند: 
- خولان الطیال.
- بیت بوس.
- بنی بهلول.
- سنحان.

## مشاهیر أبناء
مورّخ وتاریخ‌نویس (الحجری) در کتاب خود می‌گوید:
وهب بن منبه الأبناوی از این روستا بوده‌است. همچنین تاریخ‌نویس مشهور به «الصنعانی» و شاعر معروف یمن «وضاح»، و ابو عبدالرحمن بن زید الابناوی الصنعانی از تاریخ نویسان این دیار هستند. 
ترمذی در سنن حدیث خود آورده‌است که:
 محمد بن یوسف بن یعقوب بن ابراهیم بن سعد بن داوود الأبناوی  قاضی القضاء در دوران خلافت «خلیفه المنصور العباسی» که سمت دار القضاء به عهده داشته بودند از روستای  أَبناء  بوده هست. همچنین مشاهیر دیگر الأبناوی عبارت‌اند:
- هشام بن یوسف الأبناوی
- قاضی عبدالرحمن الشافعی الأبناوی
- مؤرخ  عبدالرحمن الصنعانی الأبناوی
- علی عبدالله صالح‌ السنحانی نظامی، سیاست‌مدار و رییس‌جمهور کشور یمن از سال ۱۹۹۰ تا ۴ ژوئن ۲۰۱۱ بود.